# 霍華德縣 (印第安納州)
霍華德縣（英語：Howard County）是美國印地安納州中北部的一個縣。面積761平方公里。根據美國2000年人口普查，共有人口84,964人。縣治科科莫（Kokomo）。
成立於1844年5月1日，原名理查德维尔县（Richardville County），以紀念一位名為让·巴蒂斯特·理查德维尔的邁阿密族酋長。縣名在1846年12月28日更改以紀念眾議員蒂爾曼·A·霍華德（Tilghman Ashurst Howard）。
40°29′N 86°07′W / 40.48°N 86.12°W